# 2006年全美音樂獎
第34屆全美音樂獎在2006年11月21日舉行。典禮主持人為吉米·坎摩爾。 

## 流行/搖滾類
最受歡迎男歌手
- 尼克（Nick Lachey）
- 尚恩·保羅
- 肯伊·威斯特

最受歡迎女歌手
- 瑪麗亞·凱莉
- 凱莉·克萊森
- 妮莉·費塔朵

最受歡迎樂團/組合/團體
- 五分錢合唱團
- 小野貓
- 嗆辣紅椒

最受歡迎專輯
- 《正當理由》（All the Right Reasons）－五分錢合唱團
- 《星戰競技場》（Stadium Arcadium）－嗆辣紅椒
- 《歌舞青春》－合輯

## 鄉村類
最受歡迎男歌手
- 肯尼·薛士尼（Kenny Chesney）
- 托比·凱斯（Toby Keith）
- 凱斯·厄本

最受歡迎女歌手
- 費絲·希爾
- 卡麗·安德伍
- 葛蕾·威爾森（Gretchen Wilson）

最受歡迎樂團/組合/團體
- 布魯克斯與唐（Brooks & Dunn）
- 蒙哥馬利簡屈二重唱（Montgomery Gentry）
- 雷可福磊斯

最受歡迎專輯
- 《黑衣大師傳奇》（The Legend of Johnny Cash）－強尼·凱許
- 《暢銷精選第二章》（Tim McGraw Reflected: Greatest Hits Vol. 2）－提姆·麥克羅
- 《我的小混混》（Me And My Gang）－雷可福磊斯

## 靈魂/節奏藍調類
最受歡迎男歌手
- 克里斯小子
- 傑米·福克斯
- 尼歐

最受歡迎女歌手
- 瑪麗·布萊姬
- 瑪麗亞·凱莉
- 琪夏·寇兒（Keyshia Cole）

最受歡迎樂團/組合/團體
- 黑眼豆豆
- 艾斯里兄弟（The Isley Brothers）
- 鋸齒邊緣

最受歡迎專輯
- 《突破》（The Breakthrough）－瑪麗·布萊姬
- 《天后再臨-解放咪咪》（The Emancipation of Mimi）－瑪麗亞·凱莉
- 《驚天動地》（Unpredictable）－傑米·福克斯

## 饒舌/嘻哈類
最受歡迎男歌手
- 阿姆
- T.I.
- 肯伊·威斯特

最受歡迎樂團/組合/團體
- 黑眼豆豆
- Dem Franchize Boyz
- 邪惡黑幫（Three 6 Mafia）

最受歡迎專輯
- 《黑色猴門企業》（Monkey Business）－黑眼豆豆
- 《精采大結局-精選＋新歌》（Curtain Call: The Hits）－阿姆
- 《王者無敵》（King）－T.I.

## 成人抒情類
最受歡迎藝人
- 麥可·布雷
- 凱莉·克萊森
- 羅伯·湯瑪斯（Rob Thomas）

## 另類音樂類
最受歡迎藝人
- 五分錢合唱團
- 珍珠果醬
- 嗆辣紅椒

## 拉丁音樂類
最受歡迎藝人
- 洋基老爹（Daddy Yankee）
- 唐·歐馬（Don Omar）
- 夏奇拉

## 福音音樂類
最受歡迎藝人
- 艾莉與艾潔
- Casting Crowns（英语：Casting Crowns）
- 柯克·富蘭克林（Kirk Franklin）

## 其他獎項
最受歡迎突破藝人
- 天生贏家
- 小野貓
- 卡麗·安德伍

## 表演人
- 關·史蒂芬妮－《Wind It Up》
- 阿肯 featuring 史努比狗狗－《I Wanna Love You》、《Smack That》、《That's That Shit》
- 萊諾·李奇－《I Call It Love》、《All Night Long》
- 傑米·福克斯－《Wish U Were Here》
- 傑斯－《Show Me What You Got》
- 碧昂絲－《Irreplaceable》
- 瑪麗·布萊姬－《We Ride (I See The Future)》
- 卡麗·安德伍－組曲：《Jesus, Take the Wheel》/《Don't Forget to Remember Me》/《Before He Cheats》
- 喬許·葛洛班－《February Song》
- 狄克西女子合唱團－《Easy Silence》
- 打倒男孩－《This Ain't a Scene, It's an Arms Race》
- 妮莉·費塔朵 featuring Saukrates（英语：Saukrates）－《Say It Right》
- 小野貓－《Buttons》
- 阿傑與阿凱（Tenacious D）－《POD》
- 雷可福磊斯－《Life is a Highway》
- 雪警－《Chasing Cars》
- 巴瑞·曼尼洛－《Can't Take My Eyes Off You》
- 約翰·梅爾－《Waiting On the World to Change》